# Danko Marinelli
Danko Marinelli (ur. 30 maja 1987 w Rijece) – chorwacki narciarz alpejski, olimpijczyk.

## Kariera
Po raz pierwszy na arenie międzynarodowej pojawił się 23 listopada 2002 roku w Val Thorens, gdzie w zawodach CIT zajął 48. miejsce w gigancie. W 2004 roku wystąpił na mistrzostwach świata juniorów w Mariborze, zajmując miejsca w siódmej i ósmej dziesiątce. Jeszcze trzykrotnie startował na imprezach tego cyklu, zajmując między innymi 31. miejsce w slalomie i 32. miejsce w gigancie podczas mistrzostw świata juniorów w Bardonecchii w 2005 roku.
W zawodach Pucharu Świata zadebiutował 6 stycznia 2009 roku w Zagrzebiu, gdzie nie zakwalifikował się do pierwszego przejazdu slalomu. Nigdy nie zdobył punktów w zawodach tego cyklu.
Na igrzyskach olimpijskich w Turynie w 2006 roku wystartował w slalomie, ale nie ukończył rywalizacji. Podczas rozgrywanych cztery lata później igrzysk w Vancouver zajął 32. miejsce w slalomie, a w gigancie został zdyskwalifikowany. Zajął też między innymi 41. miejsce w gigancie na mistrzostwach świata w Åre w 2007 roku.

## Osiągnięcia

### Igrzyska olimpijskie
| Miejsce | Dzień     | Rok  | Miejscowość | Konkurencja | Czas biegu | Strata | Zwycięzca        |
| ------- | --------- | ---- | ----------- | ----------- | ---------- | ------ | ---------------- |
| DNF1    | 25 lutego | 2006 | Sestriere   | Slalom      | 1:43,14    | –      | Benjamin Raich   |
| DSQ1    | 23 lutego | 2010 | Whistler    | Gigant      | 2:38,22    | –      | Carlo Janka      |
| 32.     | 27 lutego | 2010 | Whistler    | Slalom      | 1:41,57    | +8,01  | Giuliano Razzoli |

### Mistrzostwa świata
| Miejsce | Dzień     | Rok  | Miejscowość | Konkurencja | Czas biegu | Strata | Zwycięzca          |
| ------- | --------- | ---- | ----------- | ----------- | ---------- | ------ | ------------------ |
| DNF1    | 9 lutego  | 2005 | Bormio      | Gigant      | 2:50,41    | –      | Hermann Maier      |
| DNF2    | 12 lutego | 2005 | Bormio      | Slalom      | 1:41,34    | –      | Benjamin Raich     |
| 41.     | 14 lutego | 2007 | Åre         | Gigant      | 2:19,64    | +8,83  | Aksel Lund Svindal |
| BDSQ2   | 17 lutego | 2007 | Åre         | Slalom      | 1:57,33    | –      | Mario Matt         |
| 53.     | 13 lutego | 2009 | Val d’Isère | Gigant      | 2:18,82    | –      | Carlo Janka        |
| DNF1    | 15 lutego | 2009 | Val d’Isère | Slalom      | 1:44,17    | –      | Manfred Pranger    |

### Mistrzostwa świata juniorów
| Miejsce | Dzień     | Rok  | Miejscowość  | Konkurencja | Czas biegu | Strata | Zwycięzca            |
| ------- | --------- | ---- | ------------ | ----------- | ---------- | ------ | -------------------- |
| 66.     | 10 lutego | 2004 | Maribor      | Zjazd       | 1:09,61    | +4,31  | Romed Baumann        |
| 74.     | 12 lutego | 2004 | Maribor      | Supergigant | 1:17,49    | +6,11  | Hans Olsson          |
| DNF2    | 13 lutego | 2004 | Maribor      | Gigant      | 2:17,40    | –      | Jeffrey Harrison     |
| 32.     | 24 lutego | 2005 | Bardonecchia | Slalom      | 1:24,10    | +6,08  | Filip Trejbal        |
| DNF1    | 25 lutego | 2005 | Bardonecchia | Supergigant | 1:25,20    | –      | Michael Gmeiner      |
| 31.     | 27 lutego | 2005 | Bardonecchia | Gigant      | 2:10,28    | +3,51  | Michael Gmeiner      |
| 52.     | 2 marca   | 2006 | Québec       | Zjazd       | 1:27,26    | +5,00  | Christopher Beckmann |
| 38.     | 4 marca   | 2006 | Québec       | Supergigant | 1:11,81    | +3,55  | Michael Sablatnik    |
| DNF1    | 5 marca   | 2006 | Québec       | Slalom      | 1:32,98    | –      | Mikkel Bjørge        |
| 43.     | 6 marca   | 2006 | Québec       | Gigant      | 2:20,50    | +7,94  | Stefan Guay          |
| 46.     | 6 marca   | 2007 | Altenmarkt   | Zjazd       | 1:38,41    | +3,99  | Beat Feuz            |
| DNF1    | 8 marca   | 2007 | Altenmarkt   | Supergigant | 1:07,77    | –      | Beat Feuz            |
| 73.     | 9 marca   | 2007 | Altenmarkt   | Gigant      | 2:14,01    | +12,37 | Marcel Hirscher      |
| DNF1    | 10 marca  | 2007 | Altenmarkt   | Slalom      | 1:49,45    | –      | Matic Skube          |

### Puchar Świata

#### Miejsca w klasyfikacji generalnej
- sezon 2008/2009: -
- sezon 2009/2010: -

#### Miejsca na podium
Marinelli nigdy nie stanął na podium zawodów PŚ.